# دروای
دروای، روستایی از توابع بخش مرکزی شهرستان زرین‌دشت در استان فارس ایران است.ساکنین این روستا مهمان نواز هستند و به زبان ترکی سخن میگویند

## شغل
بیشتر ساکنان روستا به کشاورزی و دامپروری مشغول هستند

## جمعیت
این روستا در دهستان خسویه قرار دارد و براساس سرشماری مرکز آمار ایران در سال ۱۳۸۵، جمعیت آن ۲٬۲۲۵ نفر (۵۰۷خانوار) بوده‌است.